# Гай, Антон Анатольевич
Анто́н Анато́льевич Гай (укр. Антон Анатолійович Гай; род. 25 февраля 1986, Запорожье) — украинский футболист, полузащитник.

## Биография

### Клубная карьера
Воспитанник запорожского «Металлурга», тренер Николай Раздобудько. 9 июня 2002 года дебютировал во Второй лиге за «Металлург-2» в матче против киевской «Оболонь-2» (1:1). 10 июня 2007 года дебютировал в основе «Металлурга» в Высшей лиге в матче против ФК «Харьков» (3:1). В следующем матче против донецкого «Шахтёра» (0:2), забил гол и сыграл против родного брата Алексея. В октябре 2009 года перешёл в мариупольский «Мариуполь» на правах свободного агента.
В марте 2010 года вернулся в запорожский «Металлург».

### Карьера в сборной
Выступал за юношеские сборные Украины до 17 и до 19 лет.

## Личная жизнь
У него есть старший брат Алексей, он также профессиональный футболист